# Zarama (groupe)
Pour les articles homonymes, voir Zarama.
Zarama est un groupe de punk rock, originaire de Santurzi, au Pays basque. Il est actif une première fois entre 1977 et 1994. Ils sont parmi les premiers groupes qui formeront plus tard ladite scène de rock radical basque. Ils sont également l'un des premiers groupes de rock à chanter des paroles écrites entièrement en basque. En février 2009 ils annoncent leur retour sur scène après 15 ans de silence.

## Biographie

### Débuts (1977–1981)
Zarama est formé à Bilbao à la fin des années 1970, à l'origine par trois membres : Rober (Roberto Moso, voix), Txus (guitare) et El Putre (batterie). Concernant les raisons de la création d'un groupe, ils déclarent ensuite : « Rocanrol a servi de soupape d’évasion aux étés et à l’ennui. Nous avons aimé le glam et Zeppelin, Lou Reed, Rolling... Le punk explosait et on était éblouis. Nous avons alors créé un groupe et le rêve se dessine maintenant. »
Au sujet des difficultés du groupe à ses débuts Roberto Moso déclare : « … Tout a commencé par défi dans lequel nous étions les seuls impliqués. Dans le quartier, on nous prenait pour des martiens quand on s'amusait avec de simples buts de football, et dans nos familles respectives qu'on ne voyait jamais et qu'on ne verra pas de sitôt, et que les nationalistes se moquaient de nous. Ils comprenaient rien à notre langage "moderne". » Ils participent ensuite à un autre concours à la discothèque locale, organisée par Radio Bilbao. Cette fois ils finissent avant-dernier. Déjà en 1980, ils participaient à un autre concours, intitulé Euskal Musika 80, à Itzír, à la Sala Mandiope.

### Discos Suicidas (1982–1986)

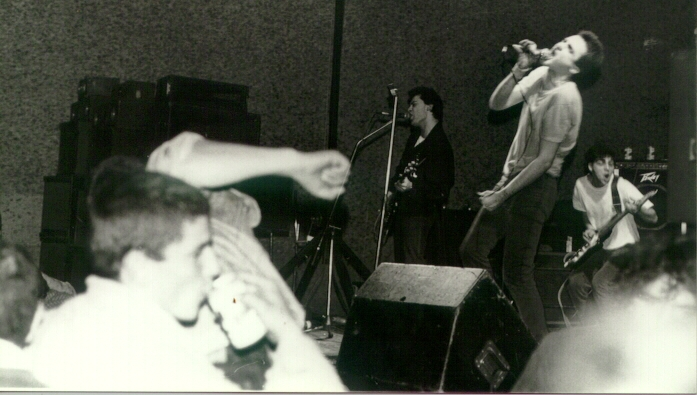
Concert de Zarama à Irún (1986).

En 1982, Óscar Amezaga, proche du magazine Muskaria, avait pour projet de créer un label indépendant et proposera à Zarama d'enregistrer un single, qui sera la première sortie de Discos Suicidas : Nahiko, sorti au printemps 1982, qui est l'un des premiers plus ou moins définissables en matière de punk rock au Pays Basque, sinon le premier. Pendant la publication du disque, plusieurs membres effectuent leur service militaire obligatoire ; en fait, pour la même raison, ils doivent recruter des musiciens de session pour enregistrer l'album.
En 1983, ils enregistrent leur deuxième single, Zaramaren erdian, sorti en été, et bien accueilli. À la fin de l'année, une chanson, Soinu krudelak, est publiée dans la compilation Sintonía independiente de Discos Suicidas, avec des groupes tels que Los Santos, Iturriaga, Los Impecables, etc.
Au début de l'année 1984, Zarama remporte le prix du concours de rock radical basque organisé par le journal Egin à Bilbao (Barricada pour Pampelune, Hertzainak pour Vitoria et RIP pour Guipúzcoa). Peu après avoir enregistré un premier album, produit par Ángel Altolaguirre (ancien membre de Negativo avec Rafa Balmaseda), qu'ils intitulent Indarrez, celui-ci sort en milieu d'année. Après la sortie de l'album, ils recrutent déjà un deuxième guitariste, Tontxu.
À la fin de 1984, ils collaborent avec Antonio Curiel sur le projet A.H.V. (Altos Hornos de Vizcaya), en enregistrant des chansons pour un seul EP qui sortira, toujours dans Discos Suicidas, en 1985. En 1985, ils enregistrent leur deuxième album à Paris, Gaua apurtu arte, publié en fin d’année

### Elkar (1987–1990)
Pour 1987, le groupe publie son troisième album studio, Dena Ongi Dabil, cette fois édité pour le label Elkar. Toujours en 1987, le groupe joue pour la première fois une série de concerts en dehors du Pays basque, à Barcelone et Grenade. Par la suite, le groupe révèle faire face à certains problèmes avec des concerts dans ces lieux, car ils n'étaient pas habitué à écouter un groupe de rock chanter en basque. Pour 1989, le groupe publie son quatrième album studio, Bostak Bat, le premier enregistré avec Joseba Lafuente (ex-Susie Sexy) aux claviers.

### Séparation (1991–1994)
En 1991, le groupe sort son cinquième album studio, Sexkalextrik, qui comprend des paroles en espagnol, en basque et en français, bien que l'album ne se soit pas déroulé comme prévu.
Au cours de la première moitié des années 1990, la relation entre les membres devient de plus en plus distante, aboutissant à une séparation pendant un certain temps, jusqu'en 2009 avec un retour en studio. Pendant cette période, le groupe joue au festival Ibilaldia '94, qui s'avère finalement être le dernier concert de Zarama. 

### Retour (2009–2015)
En février 2009, ils annoncent leur retour sur scène après 14 ans de silence, depuis leur dernier concert à Santurce en 1995 dans l'Ibilaldia, et le 15 de leur dernier album publié. Le 18 avril 2009, leur tournée de retour, appelée Zarama Birziklatuaren Bira, commence à Bermeo.
Le 26 novembre de la même année, ils présentent leur nouvel album intitulé Zarama Zuzen!. Un album live enregistré pendant leur tournée de retour, qui comprend un DVD de leur concert à la Semana Grande de Bilbao, est publié le 18 août 2009.

## Membres

### Derniers membres
- Roberto Moso - chant (1977–1994, depuis 2009)
- Tontxu Tabares - guitare (1983–1994, depuis 2009)
- Alfonso Herrero - basse (1990–1994, depuis 2009)
- Ernesto Álava - batterie (1977, 1980–1994, depuis 2009)
- Joseba Lafuente - claviers (1987–1994, depuis 2009)

### Anciens membres
- Txus Alonso - guitare (1977–1994)
- Nekane - guitare (1977–1978)
- Iosu Expósito - basse (1977–1979)
- Javi Álvarez - basse (1979–1990)
- Juan Pablo - batterie (1977–1980)
- Javi Losa - basse (1982–1983, 1990)

## Discographie

### Albums studio
- 1984 : Indarrez (Discos Suicidas)
- 1985 : Gaua apurtu arte (Discos Suicidas)
- 1987 : Dena ongi dabil (Elkar)
- 1989 : Bostak bat (Elkar)
- 1991 : Zaramaren erdian (Discos Suicidas)
- 1992 : Sexkalextrik (Elkar)
- 1994 : Binilo bala (Elkar)
- 2009 : Zarama zuzen! (Elkar, CD-DVD live)
- 2013 : Sinestezina (Elkar) (EP)

### Singles
- 1982 : Nahiko / Ezkerralde (Discos Suicidas)
- 1983 : Zaramaren erdian / Gasteizko gaua (Discos Suicidas)
- 1985 : Gaua apurtu arte (Discos Suicidas)